# دافيد توليدو
دافيد توليدو (بالإسبانية: José David Toledo Bosques)‏ (18 أبريل 1982 في المكسيك - ) هو لاعب كرة قدم مكسيكي في مركز الوسط. لعب مع أتلانتي إف سي وتايجرز أونال ونادي أونيفرسيداد ناسيونال ونادي بويبلا ونادي تشياباس ونادي غوادالاخارا واستوديانتس دي التاميرا ‏ ونادي كيريتارو.

## وصلات خارجية
- دافيد توليدو على موقع قاعدة بيانات كرة القدم.إي يو (الإنجليزية)
- دافيد توليدو على موقع Soccerway.com (الإنجليزية)